# Dionoot
Dionoot (Latijn: Dionotus) was volgens Geoffrey van Monmouths Historia Regum Britanniae een koning van Brittannië gedurende de periode dat keizer Magnus Maximus ten strijde trok in Gallië.
Opmerkelijk is dat de kronieken van Wales, die meestal analoog aan Monmouths boek lopen, deze koning niet noemen. Dionotus volgde zijn broer Caradocus op als heerser over Brittannië  en Cornwall.
Er is niets bekend over Dionoot totdat hij koning wordt onder Maximus. Hij wordt voor het eerst genoemd als koning Conan Meriadoc van Brittany (Bretagne) een verzoek stuurt voor Britse vrouwen, om zijn land te helpen bevolken. Dionoot, een nobel en machtig koning, honoreert het verzoek, en stuurt 51.000 vrouwen naar Gallië voor deze taak. De schepen die de vrouwen vervoerden verdwaalden echter onderweg, en de meeste vrouwen verdronken of werden ontvoerd door barbaren.
Een kleine groep van deze vrouwen wezen koning Wanius en koning Melga van de Picten en Hunnen af, toen zij gemeenschap met hen wilden. De vrouwen werden vermoord, en de koningen vielen Brittannië aan door een invasie in Alba. Brittannië was op dat moment kwetsbaar, omdat alle weerbare mannen met Maximus in Gallië vochten, en veel vrouwen waren omgekomen op zee. Voordat Brittannië in staat was enige tegenstand te bieden, hadden Wanius en Melga al een groot deel van de landerijen vernietigd.
Maximus stuurde Gracianus Municeps als aanvoerder van twee legioenen terug naar Brittannië om de aanvallen te stoppen. Vele duizenden Picten en Hunnen kwamen om, en Wanius en Melga zochten hun heil in Ierland. Kort daarna stierf Maximus in Rome, en Dionotus werd officieel koning van de Britten. Echter nog voordat hij in staat was zijn regering aan te vangen, werd het koningschap door Gracianus overgenomen. Er is niets bekend over het lot van Dionoot.